# خصوصية

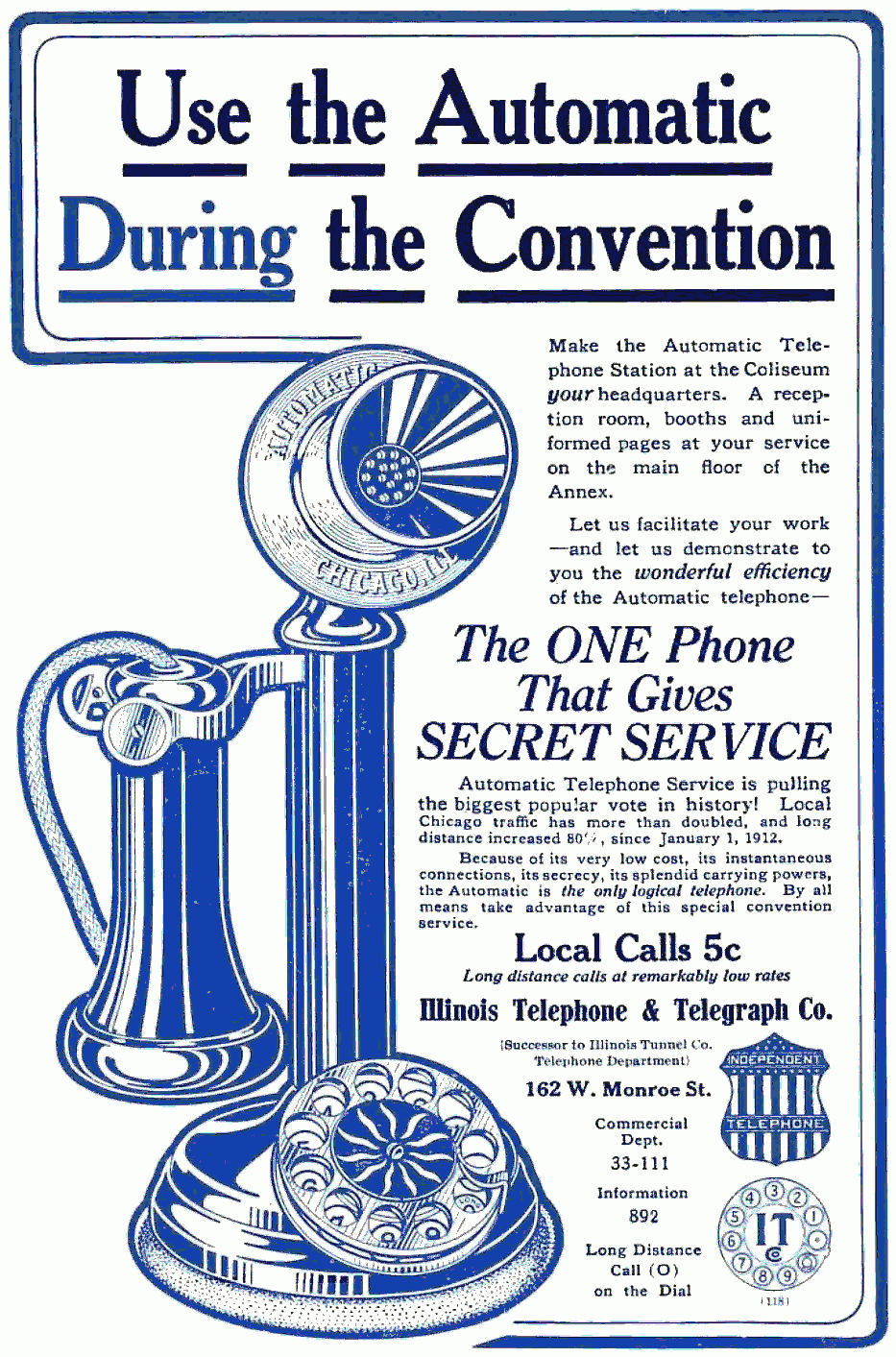

الخصوصية هي قدرة الفرد أو الأشخاص على عزل أنفسهم أو معلومات عنهم وبذلك فإنهم يعبرون عن أنفسهم بطريقة انتقائية ومختارة.
الخصوصية في كثير من الأحيان (في المعنى الأصلي دفاعية) في قدرة الشخص (أو مجموعة من الأشخاص)، منع المعلومات المتعلقة به أو بهم لتصبح معروفة للآخرين، وبالأخص المنظمات والمؤسسات، إذا كان الشخص لم يختر طوعا أن يقدم تلك المعلومات.
مصطلح الخصوصية، في الأصل هو مفهوم يشير إلى نطاق الحياة الخاصة، في العقود الأخيرة تطور على نطاق أوسع، ليضمن الحق في السيطرة على البيانات الشخصية.
وتختلف الثقافات والأفراد في الحدود الفاصلة والمحددة لما يعتبر خاصا لكنها تشترك في أفكار رئيسية، عندما يُقال بأن شيئا ما خاص لشخص فهذا غالبا يعني أن ذلك الشيء مميز بطبيعته أو حساس بالنسبة إليه. ويغطي مجال الخصوصية أيضا الأمن (سرية المعلومات) الذي يمكن أن يشتمل على مفاهيم مثل: الاستخدام المناسب وحماية المعلومات، وقد تأخذ الخصوصية شكل الحرية الجسدية.

ويدخل حق عدم التعرض لانتهاكات غير قانونية للخصوصية من قبل الحكومة أو الشركات أو الأفراد في قوانين كثير من الدول وفي بعض الحالات في دستور الدولة. لكن كل الدول تقريبا لديها قوانين تحد من الخصوصية بطريقة ما، ومثال على ذلك: القوانين المتعلقة بالضرائب والتي عادة ما تتطلب مشاركة معلومات عن الدخل الشخصي أو الأرباح، وفي بعض الدول قد تتعارض الخصوصية الفردية مع قوانين حرية التعبير وبعض القوانين قد تتطلب الإفصاح عن معلومات تعد خاصة في الدول أو الثقافات الأخرى.

لكن قد يتم التنازل طوعيا عن الخصوصية وذلك عادة من أجل تحقيق مصالح متبادلة، وغالبا ما يصاحب ذلك مخاطر وخسائر معينة، على الرغم من أن هذه وجهة نظر إستراتيجية في العلاقات الإنسانية. أشار بحث إلى أن الناس أكثر استعدادا للتضحية طوعيا بالخصوصية إذا كانوا ينظرون إلى من يقوم بجمع المعلومات أنه يتصف بالشفافية والصدق فيما يتعلق بالمعلومات التي يتم جمعها وكيفية استخدامها. وفي عالم الشركات قد يقوم الفرد طوعيا بإعطاء تفاصيل شخصية (غالبا لأغراض إعلانية) من أجل المقامرة للفوز بجائزة، ووفقا لقانون الأوراق المالية الفيدرالية فقد يقوم شخص بالكشف عن معلومات شخصية لكونه مديرا تنفيذيا في شركة مساهمة عامة في الولايات المتحدة الأمريكية. ويمكن أن تؤدي سرقة أو إساءة استخدام المعلومات الشخصية المعطاة بشكل طوعي إلى سرقة الهوية.
ويعد مفهوم الخصوصية الفردية العالمي حديث النشأة ومرتبطا بشكل كبير بالثقافة الغربية على وجه التحديد البريطانية وثقافة أمريكا الشمالية، وقد ظل غير معروفا في بعض الثقافات حتى الآونة الأخيرة. وفقا لبعض الباحثين أن مفهوم الخصوصية يفصل ويميز الثقافة الأنجلو أمريكية عن حتى الثقافة الغربية الأوروبية مثل الفرنسية أو الإيطالية  ومعظم الثقافات تحدد للأفراد قدرتهم على حجب أجزاء معينة من معلوماتهم الشخصية عن المجتمع، مثلا: عن طريق إغلاق باب المنزل.
إن الفرق أو التداخل بين الخصوصية والسرية صغير لكنه جوهري، لذلك فإن كلمة «خصوصية» تعد مثالا لكلمة غير قابلة للترجمة  ، وكثير من اللغات لا تحتوي على مرادف لكلمة «خصوصية» حيث أنها قد تستخدم وصفا معقدا لترجمة المفهوم (كما في اللغة الروسية فتتكون بدمج معنى الوحدة والسرية والحياة الخاصة) أو تستعير كلمة «خصوصية» من الإنجليزية (كاللغة الإندونيسية والإيطالية) ، الفرق بين الخصوصية والسرية يعتمد على الوضوح والتحديد التام لمصالح الأطراف (أفرادا وجماعات)، الأمر الذي قد يحتمل ظهور اختلافات داخلية بناء على أعراف الثقافات الفردية والجماعية والتفاوض بين حقوق الفرد والمجموعة، وأحيانا يُعبّر عن الفرق بينهما بطريقة طريفة كما في: «عندما أقوم بإخفاء معلوماتي فهذه خصوصية وعندما تخفي أنت معلوماتك فهذه سرية». 

وفي الخامس عشر من ديسمبر عام 1890 قام صاموئيل وارين ولويس برانديز بنشر مقالة عن قانون سمي ب«حق الخصوصية»  والتي تعد واحدة من أكثر الأوراق البحثية المؤثرة في تاريخ القانون الأمريكي.

## مفاهيم الخصوصية
تناولت فئة واسعة من أدبيات تقليدية متعددة الثقافات بداية تاريخ مناقشات مفهوم الخصوصية،  وتوجد طريقة لتصنيف كل مفاهيم الخصوصية وهي من خلال اعتبار جميع المنقاشات كواحدة من هذه المفاهيم: 

1- الحق في أن يُترك المرء وحيدا. 

2- خيار الحد من إمكانيات الآخرين في الوصول إلى معلومات شخصية عن الفرد.

3- السرية أو خيار إخفاء أية معلومة عن الآخرين. 

4- التحكم في استخدامات الآخرين للمعلومات الشخصية للفرد. 

5- حالات الخصوصية. 

6-التشخّص والاستقلال الذاتي. 

7-الهوية الذاتية والنمو الشخصي. 

8-حماية العلاقات الحميمية. 

## حق المرء في أن يكون وحيدا
في الولايات المتحدة في عام 1890، قام المحاميان صاموئيل وارين ولويس بارنديز بكتابة مقالة بعنوان: «الحق في الخصوصية»، وقد دافعا في المقالة عن فكرة «حق المرء في أن يُترك وحده» وجعلاها كتعريف للخصوصية ، هناك تفسيرات واسعة لمعنى «أن تُترك وحدك» من بينها حق الشخص في الانعزال والابتعاد عن انتباه وملاحظة الآخرين له متى أراد، والحق في أن يكون في مأمن من الانتقادات وأن يكون تحت المراقبة والملاحظة في إطار خاص مثل: منزل الشخص. بالرغم من أن هذا المفهوم القانوني القديم مبهم ولا يوضح معنى الخصوصية بطريقة يَسهُل فيها سن حماية قانونية للخصوصية إلا أنه عزز مفهوم حقوق الخصوصية للأفراد وساهم في بدء إرث واسع من نقاشات عن هذه الحقوق. 

## الوصول المحدود
يقصد بالوصول المحدود قدرة الشخص على المشاركة في المجتمع والأنشطة الاجتماعية دون أن يقوم أفراد أو منظمات بجمع معلومات عنه  

وتصور العديد من المنظّرين الخصوصية كنظام للحد من الوصول إلى معلومات شخصية. كتب إدوين لورانس جودكين في أواخر القرن التاسع عشر:«لا يوجد أحق من الحياة الخاصة بالحماية القانونية أو بعبارة أخرى، من حق كل إنسان أن يحتفظ بشؤونه لنفسه وأن يقرر لأي مدى يمكن أن يكون موضع المراقبة العامة وأحاديث الناس». وقد اعتمدت سيسيلا بوك منهجا يشبه منهجها قدمه روث غافيسون ) قبلها بتسع سنوات ، قائلة عن الخصوصية:«هي الحالة التي تكون فيها محميا من الوصول الغير مرغوب فيه من قبل الآخرين وذلك يشمل الوصول المادي والمعلومات الشخصية أو الانتباه»  

## التحكم بالمعلومات
يعني مفهوم تحكم الشخص بمعلوماته الشخصية «الخصوصية هي مطالبة الأفراد أو المجموعات أو المؤسسات بأن تحدد لنفسها متى وكيف وإلى أي مدى تنتقل معلوماتهم إلى الآخرين» قال تشارلز فريد بأن: «الخصوصية هي ليست ببساطة غياب معلومات عنا في أذهان الآخرين بل هي تحكمنا بالمعلومات الموجودة عنا» ، التحكم بالمعلومات الشخصية هي واحدة من أشهر النظريات حول معنى الخصوصية.

## حالات الخصوصية
وحدد آلان ويستن أربع حالات -أو أشكال- للخصوصية هي: العزلة، الحميمية، الغفلية والتحفظ. وتعرف العزلة بأنها الانفصال المادي والمحسوس عن الآخرين ، والحميمية هي «علاقة وثيقة بين شخصين أو أكثر تتسم بالراحة والصراحة» والتي ينتج عنها انفصال زوج أو مجموعة صغيرة من الأشخاص عن الآخرين" ، بينما الغفلية هي "رغبة الأشخاص بالحصول على أوقات ل«الخصوصية العامة» ، وأخيرا التحفظ هو «خلق حاجز نفسي ضد أي تطفل غير مرغوب به» ويتطلب خلق هذا الحاجز النفسي احترام الآخرين وتفهمهم لحاجة الفرد أو رغبته لتقييد نقل معلومات متعلقة به. 
 وإضافة إلى الحاجز النفسي للتحفظ، حدد كرتسي هيوز ثلاثة أنواع للحواجز الخصوصية: مادية، سلوكية، ومعيارية. الحواجز المادية مثل الجدران والأبواب التي تمنع الآخرين من الدخول والوصول إلى الشخص  ، (يقصد «بالوصول» هنا الوصول الذي يتضمن الحصول على معلومات شخصية عن الشخص) ، والحواجز السلوكية هي سلوكيات ترسل رسائل للآخرين مفادها بأنهم لا يرغبون بتواجدهم أو التواصل معهم سواء عن طريق رسائل لفظية من خلال اللغة أو غير لفظية عن طريق المساحة الشخصية، لغة الجسد أو الملبس ، وأخيرا الحواجز المعيارية مثل القوانين والأعراف الاجتماعية لمنع الآخرين من محاولة الوصول إلى الفرد.

## السرية
الخصوصية أحيانا تعني الحق في اختيار السرية، قال ريتشارد بوسنر بأن الخصوصية هي حق الناس في «تغطية معلومات عنهم والتي يمكن أن يستخدمها الآخرين للإضرار بهم». 

في مختلف السياقات القانونية عندما يقصد بالخصوصية السرية فهذا يعني أن الحق في الخصوصية لا ينطبق على أي من المعلومات التي تم كشفها علنا ، وعندما يُقصد بالخصوصية السرية فإنها عادة تُصور أنها سرية انتقائية أي أن الأفراد يجعلون بعض المعلومات سرية وخاصة بينما يختارون معلومات أخرى كي تكون متاحة للعامة وليست خاصة.

## التشخّص والاستقلال الذاتي
قد تٌفهم الخصوصية على أنها ضرورية وأساسية لتنمية وللمحافظة على التشخّص، عرّف جيفري ريمان الخصوصية من ناحية الاعتراف بملكية الشخص لواقعه المادي والمعنوي وحقه الأخلاقي في تقرير مصيره، وتقوم الفئات الاجتماعية من خلال «الطقوس الاجتماعية» للخصوصية أو الممارسة الاجتماعية في احترام الفواصل الاجتماعية للفرد بتنشئة الطفل على أن لديه حقوقا أخلاقية خاصة بجسده، وبعبارة أخرى إن لديه الملكية الأخلاقية لجسده ، وهذا يستلزم تحكما ماديا (جسديا) وإدراكيا في الملكية، والتحكم المادي يعني سيطرة الفرد على تحركاته وتصرفاته، أما التحكم الإدراكي فهو يعني التحكم في اختيار من الذي سوف يتعامل مع الفرد ومتى. 

وبدلا من ذلك فإن ستينلي بن يعرّف الخصوصية من ناحية الاعتراف بأن الفرد نفسه هو صاحب السيطرة وهو كفرد يمتلك القدرة على الاختيار ، والخصوصية ضرورية لممارسة حق الاختيار ، لكن المراقبة الصريحة تجعل الفرد يرى نفسه وكأنه كائن «بشخصية محددة مسبقا» وب «احتمالات محدودة» ، ومن ناحية أخرى فإن المراقبة الصريحة تغير الظروف التي يقوم فيها الفرد باتخاذ قراراته دون علمه وموافقة. 

بالإضافة إلى أنه يمكن أن يُنظر إلى الخصوصية على أنها حالة تمكّن من الاستقلالية الذاتية، وهي مفهوم مرتبط بشكل وثيق بمفهوم التشخّص. وبالنسبة إلى جوزيف كوفر فإن مفهوم الذات المستقل يستلزم وعي المرء على أنه «وكيل نفسه وأنه واضح الهدف أو يعرف ما يريده، ومستقل» وأيضا الوعي بقدرة الفرد على السيطرة على الحدود الفاصلة بين الفرد والآخرين للتحكم في مَن الذي يوجد في حياته ويتعامل معه وإلى أي مدى يدخل في حياته ، وعلاوة على ذلك فإنه يجب على الآخرين الاعتراف واحترام الحدود فواصل النفس، وبعبارة أخرى: يجب أن يحترموا خصوصية الفرد. 

وتشير الدراسات التي أجراها علماء النفس مثل جان بياجيه وفيكتور تاوسك إلى أن الأطفال عندما يتعلمون أنه بمقدورهم السيطرة على مَن الذي يدخل في حياتهم ويتعامل معهم وإلى أي مدى، فهم بذلك يطورون مفهوم ذاتي مستقل لأنفسهم ، بالإضافة إلى أنه أشارت بحوث متعلقة بالراشدين في مؤسسات معينة مثل بحوث ارفينج جوفمان في «المؤسسات العقابية والإصلاحية» مثل السجون ومستشفيات الأمراض العقلية، إلى أن الانتهاكات أو الحرمان الممنهج والروتيني للخصوصية يفسد مع مرور الوقت حس الشخص في الاستقلال الذاتي. 

## الهوية الذاتية والنمو الشخصي
ربما تُفهم الخصوصية على أنها متطلب من أجل تطوير حس الفرد بهويته الذاتية، وتلعب حواجز الخصوصية دورا مهما في هذه العملية، ووفقا لإروين ألتمان فإن هذه الحواجز «تحدد وتحد حدود النفس» وبالتالي «فهي تساهم في تعريف (النفس)» ، هذا التحكم يستلزم القدرة على تنظيم الاتصال بالآخرين، إن التحكم في «نفاذية» حدود النفس يمكّن المرء من السيطرة على ما الذي سيكوّن الذات وبالتالي يحدد النفس. 

```
بالإضافة إلى أنه يمكن اعتبار الخصوصية على أنها حالة تعزز النمو الشخصي وهي عملية متكاملة لتنمية الهوية الذاتية. ويشير هيمان جروس إلى أنه من دون الخصوصية (العزلة، الغفلية، التحرر المؤقت من الأدوار الاجتماعية) لن يكون باستطاعة الأفراد التعبير بحرية عن أنفسهم والخوض في اكتشاف الذات ونقدها، لأن اكتشاف الذات ونقد الذات يساهم في فهم المرء لنفسه ويشكل حس الفرد بالهوية.
[
18
]
 
```

## الحميمية
بطريقة مماثلة لطريقة تصور نظرية التشخّص للخصوصية على جزء جوهري من أن تكون فردا، فإن نظرية الحميمية تصور الخصوصية على أنها جزء جوهري لتقوية العلاقات البشرية أو العلاقات الحميمية مع الآخرين ، لأن جزءا من العلاقات الإنسانية يشمل الكشف الطوعي عن معلومات متعلقة بالذات وحجب معلومات أخرى. هناك فهم للخصوصية على أنها جزء من العملية التي من خلالها يقوم البشر بإقامة علاقات مع بعضهم البعض. 

ولقد طور جيمس راتشيل هذه الفكرة بالقول أن الخصوصية مهمة لأن «هناك رابط قوي بين قدرتنا على التحكم في مَن الذين يمكنهم الوصول إلينا وقدرتنا على البدء والحفاظ على أنواع مختلفة من العلاقات الاجتماعية مع مختلف الناس». 

## مفاهيم شائعة في الإعلام
يمكن للخصوصية أن تدل على معان مختلفة في سياقات مختلفة، وتختلف الثقافات والشعوب والأفراد في توقعاتهم لمدى الخصوصية التي تحق للأفراد وما الذي يعد انتهاكا للخصوصية.

## الخصوصية الشخصية
معظم الأشخاص لديهم إدراك قوي بالخصوصية فيما يتعلق في كشف أجسادهم أمام الآخرين، وهذا جانب من الاحتشام الشخصي، وقد يذهب الشخص إلى أقصى الحدود من أجل حماية حشمته الشخصية، والطريقة الأساسية لذلك عن طريق ارتداء الملابس، وتشمل الطرق الأخرى إنشاء الجدران والأسوار والشاشات واستخدام زجاج الكاتدرائية والفواصل من أجل المحافطة على المسافة وغيرها من الطرق الأخرى. ويتوقع الناس الذين يتخذون هذه الإجراءات أن يحترم الآخرون خصوصيتهم، وفي نفس الوقت يستعد الناس إلى كشف أنفسهم من أجل أفعال حميمية، لكن ذلك محصور تحت ظروف معينة ومع أشخاص يختارونهم، بل حتى إن مناقشة هذه الظروف تعتبر تطفلا غير مرحب به. 

```
ويمكن تعريف خصوصية البيئة المحيطة الملموسة على أنها الحيلولة دون «اقتحام المساحة أو البيئة المحيطة بالشخص أو العزلة الشخصية» 
[
22
]
، وهذا يشمل أمورا مهمة مثل: 
```

- عدم القيام بتصرفات حميمية أو تغطية الجسم من أجل الحشمة، بالإضافة إلى ارتداء الملابس، يمكن أن يتحقق ذلك عن طريق الجدران، الأسوار، شاشات الخصوصية، زجاج الكاتدرائية، حواجز بين المباول، الابتعاد عن الآخرين، وفي السرير باستخدام الأغطية أو البطانيات، والمنشفة عند تغيير الملابس إلخ. ويختلف الحد الذي تمنع فيه هذه الإجراءات من سماع ما يفعلوه.
- أخذ فيديو (أوف ابلتي نيمد جرافيك)، أو تصرفات حميمية، أفعال، سلوكيات، أو لأجزاء الجسم.
- منع تفتيش الممتلكات الخاصة للأفراد.
- منع الدخول الغير مصرح به إلى منزل أو سيارة الفرد.
- الخصوصية الطبية، وهي الحق في اتخاذ قرارات طبية أساسية دون إكراه حكومي أو مراجعة طرف ثالث، وغالبا ما ينطبق هذا على السؤال عن استخدام وسائل منع الحمل.

والتعديل الرابع الأمريكي يعد مثالا لأساس قانوني للحق في خصوصية البيئة المحيطة والذي يضمن «حق الناس في أن يكونوا آمنين في أشخاصهم، منازلهم، الأوراق، والآثار، ضد التفتيش والمصادرة التعسفية» ، معظم الدول لديها قوانين تتعلق بالتعدي على ممتلكات الغير وحقوق الملكية وأيضا تحدد حق الخصوصية الجسدية. 

```
وقد تكون الخصوصية الجسدية هي مسألة حساسية ثقافية، كرامة شخصية، و\أو حياء، وقد يكون هناك اهتمام بالأمان والسلامة، على سبيل المثال خوف الشخص من أن يكون ضحية جريمة أو مطاردة 
[
24
]
، التغافل المهذب وهي العملية التي يستطيع الأفراد من خلالها المحافظ على خصوصيتهم عندما يكونوا ضمن حشد من الناس.
```

## المعلوماتية
المقالة الرئيسية: خصوصية البيانات. 

يقصد بالخصوصية المعلوماتية أو خصوصية البيانات العلاقة المتطورة والمتجددة بين التكنولوجيا والحق القانوني أو التوقع العام للخصوصية في جمع وتبادل البيانات عن الفرد، وتكون هناك مخاوف بشأن الخصوصية حينما تُجمع أو تُحفظ المعلومات التي تميز وتعرّف الشخص بشكل رقمي أو غيره، وتكون هذه المخاوف في بعض الحالات متعلقة بكيفية جمع البيانات وتخزينها وربطها، وفي بعض الحالات تكون المخاوف متعلقة بالشخص الذي سوف يحصل على المعلومات ويطلع عليها، وبعض القضايا تُعنى بما إذا كان الفرد لديه أية ملكية لمعلوماته و\أو لديه الحق في الاطلاع والتحقق أوإنكار هذه المعلومات. 

وغالبا ما ترتبط أنواع مختلفة من المعلومات الشخصية بمخاوف بشأن الخصوصية، وتلعب المعلومات دورا مهما في عملية اتخاذ القرارات والتي يمكن أن تؤدي إلى مشاكل متعلقة بالخصوصية، أولا: إن المعلومات تتيح للناس رؤية كافة الخيارات والبدائل المتاحة لهم، ثانيا: تسمح للناس باختيار أفضل الخيارات لحالة معينة، وتتألف المعلومات الأفقية من معلومات وموقع هذه المعلومات في ما يسمى الشبكة وتوافرها والمعرفة وسهولة الاستخدام، لكن بعد إنشاء معلومات الأفقية فهذا يعني أن تلك المعلومات متاحة في مكان واحد وقد لا تتاح في مكان آخر، وهذا يمكن أن يؤدي إلى تساؤلات حول الأشخاص الذين يمتلكون صلاحيات للوصول إلى معلومات معينة واستخدامها، ومَن الذي ينبغي أن تكون لديه هذه الصلاحيات وماهي البنود التي تحكمها. وقد يرفض الأشخاص لأسباب مختلفة إعطاء معلومات شخصية مثل: الديانة أو التوجه الجنسي أو الانتماء السياسي أو الكشف عن أنشطة شخصية، وذلك لتنجب التمييز والإحراج أو الإضرار بالسمعة المهنية. 

الخصوصية المالية، والتي تكون فيها معلومات عن المعاملات المالية للفرد محروسة، وهي ضرورية لتنجب الاحتيال بما في ذلك سرقة الهوية، على سبيل المثال يمكن لمعلومات عن مشتريات الأشخاص أن تكشف عن: تفضيلاتهم الشخصية، الأماكن التي زاروها، جهات الاتصال، المنتجات التي يستخدمونها (الطبية مثلا)، أنشطتهم وسلوكياتهم إلخ. إضافة إلى ذلك فإن الخصوصية المالية تشمل الخصوصية للحسابات المصرفية للأفراد، ويمكن للمعلومات عن البنوك التي يمتلك الأفراد حسابات فيها وما إذا كان في دولة لا تقوم بمشاركة هذه المعلومات مع دول أخرى أن تساعد الدول في مكافحة التهرب من دفع الضرائب. 

الخصوصية في الإنترنت وهي القدرة على تحديد المعلومات التي يكشفها الفرد عن نفسه أو يتحفظ عليها في الإنترنت وتحديد من الذي يمكنه الوصول إليها، ولأي أغراض يمكن أن تستخدم أو الأغراض التي لا يمكن أن تستخدم لها. على سبيل المثال قد يقلق مستخدمو شبكة الإنترنت عندما يكتشفون أن كثيرا من المواقع الإلكترونية التي يزورونها تقوم بجمع وتخرين وربما مشاركة معلوماتهم الشخصية مع طرف آخر. وبالمثل فإن مستخدمي البريد الإلكتروني بشكل عام يعتبرون أن بريدهم الإلكتروني خاص وبالتالي فإنهم سيشعرون بالقلق إذا تم الوصول إلى بريدهم الإلكتروني أو قراءته أو تخزينه أو إرساله إلى طرف ثالث دون موافقتهم، وتشمل الأدوات التي تستخدم لحماية الخصوصية على الإنترنت أدوات التشفير وخدمات إخفاء الهوية مثل آي تو بي وتور. 

وفيما يخص الخصوصية الطبية فإن المعلومات الطبية يحميها قانون إخضاع التأمين الصحي لقابلية النقل والمحاسـبة \مكتب حقوق الإنسان فهو يسمح للشخص بأن يحجب السجلات الطبية وغيرها من المعلومات عن الآخرين، ربما بسبب مخاوف من أنها قد تؤثر على تغطية التأمين أو التوظيف أو لتجنب الإحراج الذي يسببه الكشف عن الحالة الطبية أو العلاج، وقد تكشف المعلومات الطبية جوانب أخرى خاصة عن حياة الشخص مثل التفضيلات أو الميول الجنسية، إن الحق في الخصوصية الجنسية يمكّن الأفراد من طلب واستخدام وسائل منع الحمل دون التعرض لعقوبات أسرية أو اجتماعية أو قانونية. 

كانت الخصوصية السياسية منذ ظهور أنظمة الانتخابات في العصور القديمة تشكل مصدرا للاهتمام، ويساعد الاقتراع السري على ضمان عدم إرغام الناخبين على التصويت بطريقة معينة حيث أنهم يستطيعون أن يدلوا بأصواتهم كما يشاؤون بخصوصية وبأمان في مراكز الاقتراع مع الحفاظ على سرية التصويت. إن الاقتراع السري منتشر تقريبا في الديمقراطية الحديثة ويتعبر حقا أساسيا من حقوق المواطنة، على الرغم من الصعوبات التي يتسبب بها (على سبيل المثال: عدم القدرة على تتبع أصوات الناخبين الأمر الذي يزيد من خطورة أن يقوم أحد بوضع أصوات إضافية مزورة في النظام، لكن هناك حاجة إلى زيادة الضوابط الأمنية للحد من هذه المخاطر). 

تشير خصوصية الشركات إلى حقوق الخصوصية للشخصيات الفاعلة في الشركة مثل كبار المديرين التنفيذيين لشركات عامة كبيرة، ويمكن في كثير من الأحيان أن تتسبب الرغبة في الخصوصية للشركة في إثارة قضايا متعلقة بالالتزامات بالكشف العام تحت قانون الشركات والأوراق المالية. 

## التنظيمية
قد ترغب المؤسسات الحكومية والشركات والمجموعات\المجتمعات وغيرها من المنظمات بجعل أنشطتها سرية أو بحماية أسرارها من أن تُكشف للمنظمات أو للأفراد، واعتماد ممارسات وضوابط أمنية مختلفة من أجل الإبقاء على المعلومات الخاصة سرية. ويجوز للمنظمات طلب حماية قانونية لأسرارهم، على سبيل المثال تستطيع إدارة حكومية طلب صلاحيات تنفيذية،  أو التصريح بأن معلومات معينة سرية أو أن تحاول الشركة حماية معلومات قيمة كأسرار تجارية. 

## الروحية والفكرية
بدأ التطوير التشريعي لحقوق الخصوصية بموجب القانون العام البريطاني والذي يحمي «التدخل المادي فقط في الأرواح والممتلكات»، وتطور حتى أصبح «واحدا من أكثر الفصول المهمة في تاريخ قانون الخصوصية» ، وتوسعت حقوق الخصوصية تدريجيا لتشمل «الاعتراف بطبيعة الإنسان الروحية ومشاعره وفكره». وفي نهاية المطاف اتسع نطاق هذه الحريات أكثر ليشمل «الحق في أن يُترك المرء وحيدا»، وإن التعريف السابق ل«الملكية» قد شمل «كل أشكال الحيازة – الملموسة وغير الملموسة»، وبحلول آواخر القرن التاسع عشر فقد ازداد الاهتمام ب«الحق في الخصوصية» قد نما كرد فعل على انتشار وسائل الإعلام المطبوعة خاصة الصحف. 

## تاريخ الخصوصية
لمزيد من المعلومات: قوانين الخصوصية في الولايات المتحدة. 

```
إن الخصوصية لها جذور تاريخية في النقاشات الفلسفية، وأكثرها شهرة نقاش أرسطو في تمييزه بين مجالين في الحياة: المجال العام للمجتمع السياسي المرتبط بالحياة السياسية والمجال الخاص للعائلة المرتبط بالحياة المنزلية، 
[
29
]
 ولم تظهر الأطروحات المنهجية للخصوصية في الولايات المتحدة حتى عام 1890 مع بداية تطور قانون الخصوصية في أمريكا.
[
29
]
 
```

## التكنولوجيا
ومع التطور التكنولوجي تغيرت طرق حماية الخصوصية وانتهاكها، وفي حالة بعض التقنيات مثل الصحافة المطبوعة أو الإنترنت فإن زيادة القدرة على مشاركة المعلومات يمكن أن تؤدي إلى طرق جديدة يمكن أن تنتهك الخصوصية. من المجمع عامة أن أول منشور دعا إلى حماية الخصوصية في الولايات المتحدة كان مقالة «الحق في الخصوصية» لصاموئيل وارن ولويس بارنديز المنشورة في هاردفارد لو ريفيو 193 (1890)، والتي غالبا تمت كتابتها استجابة للزيادة في الصحف والصور التي ظهرت بفعل تقنيات الطباعة. 

ويمكن للتقنيات الجديدة القيام بطرق جديدة لجمع المعلومات الخاصة، على سبيل المثال كان يُعتقد في الولايات المتحدة أن أجهزة الاستشعار الحرارية يراد استخدامها للعثور على عمليات زراعة الماريجوانا يمكن أن يكون مقبولا، لكن في عام 2001 في قضية كيلو ضد الولايات المتحدة (533 يو اس 27) تقرر أن استخدام أجهزة التصوير الحراري يمكن أن تكشف عن معلومات لم تكن معروفة، وبدون إذن قضائي فإن يشكل الأمر انتهاكا للخصوصية. 

وبشكل عام فإن زيادة القدرة على جمع وإرسال المعلومات نتج عنها نتائج سلبية على الخصوصية، وكلما تصبح أنظمة المعلومات شائعة على نطاق واسع، كلما تزداد المعلومات المخرنة في العديد من قواعد البيانات في أنحاء العالم والتي لا يعرف عنها الأفراد أو يتحكمون بالمعلومات عن أنفسهم التي ربما وصل إليهم آخرون أو يمكنهم الوصول إليها. معلومات كهذه يحتمل أن يتم بيعها من أجل الربح أو يمكن استخدامها لأغراض يجهلها أو لم يوافق عليها الشخص المعني، ولقد أصبح مفهوم خصوصية المعلومات أكثر أهمية مع تزايد الأنظمة التي تتحكم بالمعلومات. لكن أيضا يمكن أن تكون عواقب انتهاكات الخصوصية وخيمة أكثر، لقد تم تعديل قوانين الخصوصية في كثير من البلاد لتتكيف مع التغيرات في التكنولوجيا مع أجل معالجة هذه المشاكل وإلى حد ما الحفاظ على حقوق الخصوصية، لكن توجه انتقادات للنظام العالمي الحالي لحقوق الخصوصية على أنه غير مترابط وغير فعال، مع ذلك ظهرت مقترحات مثل مقترح منظمة التعاون الاقتصادي لدول آسيا والمحيط الهادئ (آبك) لنظام الخصوصية الذي وُضع لتوفير الإطار القانوني الأول حول مسألة خصوصية البيانات العالمية. 

وهناك نظريات مختلفة حول الخصوصية والتحكم فيها، ويعرّف «نموذج الانتهاك» انتهاك الخصوصية بأنها الأعمال العدائية التي يقوم بها المقترف الذي يتسبب بضرر مباشر لفرد ما، ويعد ذلك كرد فعل لحماية الخصوصية لأنه ينبغي الانتظار حتى التأكد من حصول انتهاك بدلا من التحرك لحماية الشخص المنتهكة خصوصيته، وأحيانا من خلال عقوبات جنائية لمن ينتهكون خصوصية الآخرين، وفي نموذج الانتهاك فإن هذه الطريقة في التعامل مع العقوبات الجنائية يفترض أن تكون رادعة، ويعرّف «نموذج السرية» انتهاك الخصوصية بأنه الكشف بالمراقبة عن معلومات كتمها الشخص أو أخفاها. ويرى «نموذج الحرية السلبية» الخصوصية على أنها التحرر من أي انتهاك بدلا من أن تكون حقا وبذلك فإنها تخالف النظرة الشائعة «للحق في الخصوصية»، وأخيرا: ينص «نموذج عدم الوصول» على أن الخصوصية هي الحالة التي يكون فيها الشيء في معزل من أن يصل إليه شيء. ولدى دانيال سولوف-بروفيسور القانون في جامعة جورج واشنطن- نظرية في الخصوصية، هو يرى بأن تصور وجهة نظر عن الخصوصية لن يحل المسألة، لأنه توجد العديد من العناصر المختلفة والمترابطة التي تدخل في الخصوصية وحمايتها وليس عنصرا محوريا واحدا. ولهذا اقترح سولوف بأن يتم النظر في هذه القضايا من الأسفل إلى الأعلى والتركيز على مشاكل الخصوصية. وغالبا ما قد يغفل الناس عن حقيقة أن عوامل معينة في مشاكل الخصوصية ناتجة عن هيكلة الخصوصية نفسها، ولذلك يجب تغيير الهيكل بحيث أن يتعلم الناس النظر إلى الخصوصية كهيكل اجتماعي وقانوني، وذكر أيضا أنه يجب على الناس إعادة تعريف العلاقة بين الخصوصية والشركات والحكومة، إن المشاركة في عوامل معينة للخصوصية للحكومة والشركات يجب أن تسمح للناس باختيار ما إذا كانوا يرغبون في أن يكونوا جزءا من جوانب معينة من عملهم والتي يتم من خلالها التعدي على الخصوصية. 

## الإنترنت
المقالة الرئيسية: الخصوصية في الإنترنت. 

خلق الإنترنت مخاوف جديدة بشأن الخصوصية في عصر يمكن لأجهزة الكومبيوتر تخزين سجلات عن كل شيء. كتب أستاذ القانون والمؤلف جيفري روزن: «حيث يمكن لكل صورة على الإنترنت، تحديث للحالة، تغريدة وتدوينة قمنا بها أو كانت عن أنفسنا أن تُحفظ للأبد». 

وهذا الأمر يؤثر حاليا على التوظيف، ذكرت شركة مايكروسوفت أن 75% من الموَظِفين ومسؤولي الموارد البشرية في الولايات المتحدة يقومون بالبحث في الإنترنت عن المتقدمين للوظائف، وغالبا ما يستخدمون المعلومات التي تقدمها محركات البحث، ومواقع شبكات التواصل الاجتماعية، مواقع مشاركة الصور والفيديوهات، المواقع الشخصية والمدونات وتويتر. وأضافت أيضا أن 70% من الموظِفين في الولايات المتحدة رفضوا متقدمين بناء على معلومات وجدوها عنهم على الإنترنت، وهذا خلق حاجة للكثيرين إلى التحكم بإعدادات الخصوصية المختلفة في الإنترنت بالإضافة إلى التحكم بسمعتهم على الإنترنت وكلا الأمرين أديا إلى القيام بدعاوى قضائية ضد مختلف المواقع وأرباب العمل. 

واتسعت بشكل كبير خلال العقد الماضي القدرة على القيام بتحقيقات عن الأشخاص عبر الإنترنت، على سبيل المثال في أغسطس 2015 سُجل الفيسبوك على أنه أكبر موقع لشبكات التواصل الاجتماعية مع مايقارب 1,490 مليون عضو الذين يقومون برفع أكثر من 4.75 مليار محتوى يوميا، وكان هناك أكثر من 83.09 مليون حسابا وهميا، ولدى تويتر أكثر من 316 مليون مستخدم مسجل وأكثر من 20 مليون مستخدم وهمي، ونقلت روزين أن مكتبة الكونغرس أعلنت مؤخرا أنها سوف تحصل على أرشيف دائم التخزين لكامل المشاركات العامة في تويتر منذ عام 2006. 

والأهم من ذلك أن السلوكيات التي تُلاحظ بشكل مباشر مثل: سجلات التصفح، سجلات البحث أو محتويات الصفحة الشخصية على الفيسبوك يمكن معالجتها تلقائيا لاستنتاج معلومات عن الشخص مثل: التوجه الجنسي، وجهات النظر السياسية والدينية، العرق، تعاطي الكحول والمخدرات، الذكاء والشخصية. وعلى نحو فعال يمكن الكشف عن وجهات النظر والتفضيلات الشخصية حتى إن لم يتم التعبير عنها بشكل مباشر (مثلا ذكر آرائهم السياسية في صفحاتهم على الفسيبوك أو تصفح موقع لمجموعة للمثليين). 

ووفقا لبعض الخبراء فإن العديد من أجهزة الاتصالات التي عادة ما يتم استخدامها يمكن أن تسجل بالتفصيل كل تحرك للمستخدم. أشار السيناتور آل فرانكين إلى خطورة أن يكون لدى أجهزة الآيفون والآيباد القدرة على تسجيل وتخزين مواقع مستخدميها في ملفات غير مشفرة،  لكن شركة آبل نفت القيام بذلك. 

```
وقام آندي غروف المؤسس المشارك والرئيس التنفيذي السابق لشركة إنتل بمشاركة أفكاره حول الخصوصية في الإنترنت في مقابلة أجراها عام 2000:
[
38
]
 
```

«إن الخصوصية تعد واحدة من أكبر المشاكل في هذا العصر الإلكتروني الجديد، توجد في قلب ثقافة الإنترنت قوة تريد معرفة كل شيء عنك، وبمجرد أن تعرف كل شيء عنك وعن مئتي مليون شخص آخر فإن ذلك يصبح رصيدا قيما للغاية، وسوف يُفتن الناس بالمتاجرة بهذا الرصيد، طبعا هذه ليست المعلومات التي كان الناس يقصدونها عندما أطقلوا على هذا العصر عصر المعلومات». 

## الأفعال التي تسلب الخصوصية
كما هو الحال مع مفاهيم غير الخصوصية فإن هناك طرقا مختلفة لمناقشة أنواع العمليات أو الأفعال التي تزيل، تعترض، تقلل أو تداهم الخصوصية. في عام 1960 كتب الباحث القانوني ويليام بورسر اللائحة التالية للأنشطة التي يمكن تصحيحها بحماية الخصوصية:
- اقتحام المساحة الشخصية للشخص، شؤونه الخاصة أو رغبته في العزلة.[6]
- الكشف العلني عن معلومات شخصية عن الشخص والتي يمكن أن تسبب الإحراج له إن تم كشفها.[6]
- تسهيل الوصول إلى معلومات عن شخص والذي يمكن أن يفضي إلى وجود معتقدا ت خاطئة عن الشخص لدى العامة.[6]
- التعدي على الحقوق الشخصية لشخص ما واستخدام التشابه للحصول على مصالح لا تحق له.[6]

وبناء عليها وعلى غيرها من السوابق التاريخية قام دانيال ج. سولوف بتصنيف إجراءات أخرى تضر بالخصوصية بما في ذلك جمع المعلومات التي تعد عمومية، معالجة المعلومات، تبادل المعلومات واقتحام مساحة شخصية للحصول على معلومات خاصة. 

## جمع المعلومات
في سياق الإضرار بالخصوصية فإن جمع المعلومات يعني جمع أي معلومات يمكن الحصول عليها عن طريق القيام بشيء للحصول عليها، والمراقبة تعد مثالا على هذا أي عندما يقرر شخص ما البدء بمراقبة وتوثيق شخص أو شيء ما، والاستجواب مثال آخر أيضا عندما يقوم شخص باستخدام شخص آخر كمصدر للمعلومات. 

## ربط وتحليل المعلومات
إن الإضرار بالخصوصية قد لا يحدث عندما تكون المعلومات متاحة، ولكن يمكن أن يتحقق الضرر عندما يتم جمع المعلومات كمجموعة ثم يتم معالجتها بأن تجعل المعلومات التي عُولجت تنتهك الخصوصية،  والأفعال التي تندرج تحت هذه الفئة والتي يمكن أن تقلل الخصوصية هي الآتي:
- ربط وتحليل المعلومات والذي يتم فيه ربط أجزاء من معلومات عديدة ذات صلة لكنها غير مربوطة.[6]
- كشف الهوية والذي يمكن أن يعني كسر عملية إخفاء الهوية لبنود البيانات عن طريق وضعها في عملية فك البيانات مجهولة المصدر مما يجعل الحقائق التي يراد بها عدم تسمية أشخاص محددين أن تصبح مرتبطة بهؤلاء الأشخاص.[6]
- انعدام الأمن، مثل عدم وجود أمن للمعلومات والذي يتضمن معاناة منظمة ما من اختراق البيانات في حين أنه يُفترض بالمؤسسة أن تكون مسؤولة عن حماية البيانات، مما يؤدي إلى الإضرار بالأشخاص الذين تحتفظ ببياناتهم.[6]
- استخدام ثانوي، وهو عندما يوافق الناس على مشاركة بياناتهم لغرض معين لكن يتم استخدام البيانات لأغراض أخرى دون موافقة مسبقة من مانحي البيانات.[6]
- الإقصاء وهو استخدام بيانات شخص دون أية محاولة لإعطاء الشخص فرصة لإدارة بياناته أو المشاركة في استخداماتها.[6]

## نشر المعلومات
يمثل نشر المعلومات اعتداء على الخصوصية ويحصل هذا عند نشر معلومات تم إعطاؤها بسرية أو التهديد بنشرها، وذلك بطريقة تؤذي صاحب المعلومات. 

وهناك أمثلة عديدة على ذلك: خرق السرية وهو يحدث عندما يَعِد شخص أو مؤسسة بالاحتفاظ بالمعلومات الشخصية بشكل سري ثم يكسرون هذا الوعد، أيضا إفشاء المعلومات وذلك بجعل معلومات شخص يسهُل الوصول إليها أكثر وذلك بطريقة تؤذي صاحب المعلومات، بغض النظر عن كيفية جمع المعلومات أو الغرض من إتاحتها. 

بالإضافة إلى الفضح الذي يعد نوعا خاصا من الإفشاء، حين يتم الكشف عن معلومات عاطفية عن الشخص أو يُعد محرمٌ كشفها، مثل الكشف عن جوانب من حياتهم الخاصة أو تعريهم أو ربما وظائف الجسم الخاصة. زيادة إمكانية الوصول يعني الإعلان عن توفر معلومات ما دون إعطائها، أو نشرها، كما في حالة أخذ معلومة شخصية واستخدامها في الإنترنت للبحث عن معلومات أخرى شخصية تخص الشخص. الابتزاز هو التهديد بمشاركة معلومات وربما كمحاولة لإخضاع أحد ما. والاستغلال الشخصي هو تعدٍ على تشخّص شخص ما، ويمكن أن يشمل استخدام شهرة شخص أو الشبه المشترك معه من أجل تحقيق مصالح ليست من حق المستغِل، التشويه هو خلق معلومات مضللة أو كاذبة عن شخص ما. 

## التعدي على الخصوصية
يختلف مفهوم التعدي على الخصوصية عن جمع المعلومات وربطها ونشرها لأن هذه الأمور الثلاثة تعد سوء استخدام للبيانات المتاحة، بينما التعدي على الخصوصية هو التعدي على حق الأشخاص في الاحتفاظ بالأسرار الشخصية، التعدي هو التقاط معلومات (سواء يقصد بها أن تكون عامة أو لا) بطريقة مهينة لكرامة الشخص ولحقه في الحصول على مساحة خاصة. 

التطفل هو أي دخول غير مرغوب به إلى المساحة الشخصية الخاصة بالفرد وعزلته لأي سبب كان وبغض النظر عن ما إذا كانت المعلومات أُخذت أثناء اخترق المساحة الخاصة. «التدخل في اتخاذ القرارت» يحصل عندما يقوم أحد بطريقة ما بإحقام نفسه في عملية اتخاذ الآخرين لقراراتهم الشخصية، ربما من أجل التأثير على القرارات الشخصية للآخرين، وبأي حال من الأحوال فإن القيام بذلك يشوش على الأفكار الشخصية الخاصة بالآخرين. 

### الحق في الخصوصية
وتستخدم الخصوصية نظرية الحقوق الطبيعية، وعموما فإنها تستجيب لتقنية المعلومات والاتصالات الجديدة. وفي أمريكا الشمالية كتب صاموئيل د. وارن ولويس بارنديز أن الخصوصية هي «الحق في أن تُترك وحيدا» (وارن وبارنديز، 1890) والذي يركز على حماية الأفراد، وقد ظهرت تلك المنهجية استجابة للتطورات التقنية الجديدة مثل: التصوير الفوتوغرافي وصحافة الإثارة والتي تُعرف أيضا باسم الصحافة الصفراء. وقد أعلن وارين وبرانديز أن المعلومات التي كان يتم إخفاؤها وتمثل خصوصية من قبل يمكن أن تصبح الآن «منتشرة للغاية». 

وبطبيعة حقوق الشخصية فإنها تتشابك مع تقنية المعلومات، ولقد اعتمد بارنديز في رأيه المخالف الرائج في الأوساط الأكاديمية في ألمسيستيد ضد الولايات المتحدة (1928) على أفكاره التي طورها في مقالته في مجلة هارفارد لو ريفيو في عام 1890، ولكن في رأيه المخالف فإنه قد ذهب بعيدا في القول ب«أن الحكومة تعد... من بين الكيانات التي تنتهك الخصوصية»، وكتب أيضا «الاكتشافات والاختراعات جعلتا بإمكان الحكومة، بأساليب فعالة، الكشف في المحكمة عن ماذا يُهمس في الأماكن الخاصة»، لكن بارنديز الآن غيّر تركيزه حيث قال أن مسائل الخصوصية الشخصية مرتبطة أكثر بالقانون الدستوري. وفي ذلك الوقت كانت الهواتف في كثير من الأحيان ملكا مشتركا وخطوطا جماعية مشتركة وربما كان مُشغّلو الهواتف فضوليين. وبحلول الفترة التي عاصرها كاتز في عام 1967، فإن الهواتف أصبحت أجهزة شخصية مع خطوط خاصة غير مشتركة في المنازل، وأصبحت التحويلة إلكتروميكانيكية. وفي عام 1970 بدأت التقنيات الحاسوبية وأجهزة التسجيل الجديدة في إثارة مخاوف متعلقة بالخصوصية مما أدى إلى وضع مبادئ للممارسات العادلة للمعلومات. 

### تعريفات
وجدت في السنوات الأخيرة محاولات قليلة للتحديد الدقيق والواضح ل«الحق في الخصوصية»، ويؤكد بعض الخبراء أن الحق في الخصوصية «يجب ألا يتم تعريفه على أنه حق قانوني منفصل» على الإطلاق، وعزوا ذلك إلى أن القوانين الحالية المتعلقة بالخصوصية يجب أن تكون كافية. بينما قام خبراء آخرون مثل العميد بروسير بإيجاد «أرضية مشتركة» بين القضايا الرئيسية المتعلقة بالخصوصية في نظام المحاكم على الأقل في صياغة تعريف لكنه فشل في ذلك. وقدمت مدرسة للقانون في الكيان الإسرائيلي أطروحة حول «الخصوصية في البيئة الرقمية» التي تشير إلى أن «الحق في الخصوصية يجب أن يُنظر إليه كحق مستقل يستحق حماية قانونية في حد ذاته»، ولذلك فإنها اقترحت تعريفا عمليا ل«الحق في الخصوصية»: 

«الحق في الخصوصية هو حقنا في الاحتفاظ بالنطاق الذي يحيطنا والذي يشمل كل الأشياء التي تعد جزءًا منا، مثل: الجسم، المنزل، الممتلكات، الأفكار، المشاعر، الأسرار والهوية. ويمنحنا الحق في الخصوصية القدرة على اختيار أي جزء من هذا النطاق يمكن للآخرين الوصول إليه، والتحكم في مدى وطريقة وتوقيت استخدام الأجزاء التي اخترنا الكشف عنها». 

### حق فردي
يعتقد آلان ويستن أن التكنولوجيا الجديدة تغير التوزان بين الخصوصية والكشف، وأن حقوق الخصوصية قد تحد من مراقبة الحكومة لحماية العملية الديمقراطية. ويعرّف ويستن الخصوصية أنها«مطالبة الأفراد والمجموعات أو المؤسسات بالتحديد لأنفسهم متى وكيف ولأي مدى تُرسل معلومات عنهم إلى الآخرين»، ويصف ويستن أربع حالات للخصوصية: العزلة، الحميمية، الغفلية والتحفظ. وهذه الحالات يجب أن تحقق الموازنة بين المشاركة والأعراف: 

«كل فرد يقوم بشكل مستمر بعملية ضبط شخصية والتي يقوم فيها بالموازنة بين الرغبة في الخصوصية والرغبة في الكشف ومشاركة أمور شخصية مع الآخرين في ضوء الظروف البيئية والأعراف الاجتماعية التي يضعها المجتمع الذي يعيش فيه، آلان ويستن، الخصوصية والحرية، 1968». 

وفي ظل النظم الديمقراطية الليبرالية فإن الخصوصية تخلق مساحة منفصلة عن الحياة السياسية والتي تمنح الاستقلالية مع ضمان الحريات الديمقراطية في حرية التنظيم والتعبير.
ويعتقد ديفيد فلاهرتي أن قواعد البيانات الحاسوبية المتصلة بالشبكة تمثل تهديدا للخصوصية، وطور «حماية البيانات» كجانب من الخصوصية والتي تشتمل على «جمع واستخدام ونشر المعلومات الشخصية»، ويشكل هذا المفهوم الأساس للممارسات العادلة لتبادل المعلومات المستخدمة من قبل الحكومات على مستوى العالم، ويعبر فلاهرتي عن فكرة الخصوصية على أنها التحكم بالمعلومات، «يرغب الأفراد في أن يُتركوا وحيدين وأن يمارسوا بعض التحكم في كيفية استخدام المعلومات المتعلقة بهم». 

ويركز ريتشارد بوسنر ولورانس ليسج على الجوانب الاقتصادية للتحكم بالمعلومات الشخصية، وانتقد بوسنر الخصوصية لإخفائها المعلومات الأمر الذي يقلل من فاعلية السوق، وبالنسبة لبوسنر فإن التوظيف يعني بيع الذات في سوق العمل والذي يعتقد أنه مثل بيع المنتجات، وأي «عيب» يوجد في «المنتج» لا يبُلغ عنه يعتبر خداعا. وبالنسبة إلى ليسج فإن انتهاكات الخصوصية على الإنترنت يمكن ضبطها بسن قواعد وقوانين، ويزعم ليسج «أن حماية الخصوصية ستكون أقوى إذا رأى الأفراد أنها حق مثل حق الملكية»، وأنه «يجب على الأفراد أن يكونوا قادرين على التحكم بالمعلومات عن أنفسهم». إن النهج الاقتصادي تجاه الخصوصية يجعل من الصعب الحفاظ على المفاهيم المجتمعية عن الخصوصية. 

### قيمة جمعية وحق إنساني
وكانت هناك محاولات لإعادة صياغة الخصوصية على أنها حق أساسي من حقوق الإنسان الجوهرية التي تعتبر قيمة اجتماعية ومكونا جوهريا في سير المجتمعات الديمقراطية. يقترح أميتاي إتزيوني نهج المجتمع التعاوني للخصوصية، وهذا يتطلب ثقافة أخلاقية مشتركة لإقامة النظام الاجتماعي،  ويرى إتزيوني أن «الخصوصية هي مجرد أمر واحد جيد ضمن العديد من الأمور الأخرى»، وأن آثار التكنولوجيا تعتمد على المساءلة والرقابة المجتمعية  ويدعي أن قوانين الخصوصية تؤدي إلى زيادة فقط الرقابة الحكومية عن طريق إضعاف الضوابط الاجتماعية غير الرسمية. وعلاوة على ذلك فإن الحكومة لم تعد التهديد الوحيد أو تشكل تهديدا لخصوصية الناس، ولاحظ إتزيوني أنه هناك شركات استثمار للبيانات أو «تجار الخصوصية» الذين يجنون الربح من بيع ملفات معلومات شخصية ضخمة بما في ذلك بيع القرارات الشرائية وحركة مرور البيانات على الإنترنت لمن يدفع أكثر. على الرغم من أن البعض لا يعتبرون جمع المعلومات الخاصة أمرا مكروها عندما يستخدم لأغراض تجارية فقط من قبل القطاع الخاص، إلا أن المعلومات التي تقوم الشركات بتخزينها ومعالجتها هي متاحة أيضا للحكومة، لذلك فإنه لم يعد ممكنا حماية الخصوصية عن طريق حد الدولة فقط. 

وترى بريسيلا ريغان أن المفاهيم الفردية للخصوصية فشلت فلسفيا وفي السياسات، وهي تدعم القيمة الاجتماعية للخصوصية مع ثلاثة أبعاد: مشاركة التصورات، القيم العامة والمكونات الجمعية. إن تشارك الأفكار حول الخصوصية يتيح حرية الاعتقاد وتنوع الأفكار، ويضمن القيم العامة المشاركة الديمقراطية بما في ذلك حريات التعبير والتنظيم وتقييد السلطات الحكومية. وتصف المكونات الجمعية الخصوصية على أنها مكون جماعي لا يمكن تقسيمه. وتهدف ريغان إلى تعزيز مطالب الخصوصية في وضع السياسات: «إذا اعترفنا بالخصوصية على أنها قيمة جمعية أو قيمة عامة جيدة بالإضافة إلى القيم العامة والمشتركة للخصوصية فسيكون لدى مناصري حماية الخصوصية أساسا قويا لبناء الدعوة إلى حمايتها». 

وتقول ليزلي ريغان شيد أن حق الإنسان في الخصوصية ضروري من أجل المشاركة الديمقراطية الهادفة وأنه يضمن كرامة الإنسان واستقلاله الذاتي، وتعتمد الخصوصية على العرف من أجل معرفة طريقة نشر المعلومات وما إذا كان مناسبا ذلك. وانتهاكات الخصوصية تعتمد على السياق.كان لحق الإنسان في الخصوصية سابقة في إعلان الأمم المتحدة لحقوق الإنسان: «كل شخص لديه الحق في حرية الرأي والتعبير، وهذا الحق يشمل حريته في اعتناق الآراء دون تدخل أحد، وطلب، تلقي ونقل المعلومات والأفكار عن طريق أية وسيلة بغض النظر عن الحدود». وتعتقد شيد أنه يجب أن ينظر الناس إلى الخصوصية من منظور يركز على الناس وليس من خلال التركيز على السوق. 

### الحماية
معظم البلدان تمنح حقوق الخصوصية لمواطنيها في دساتيرها،) والأمثلة النموذجية على ذلك دستور البرازيل الذي ينص على أن «الخصوصية، الحياة الخاصة، الشرف وصور الناس محرمة لا تنتهك حرمتها». وينص دستور جنوب أفريقيا على أن «كل فرد لديه الحق في الخصوصية»، وينص دستور جمهورية كوريا على أنه «لا يجوز التعدي على خصوصية أي مواطن».لكن في معظم البلدان التي لا يذكر دستورها صراحة حقوق الخصوصية فسرت قرارات المحاكم الدستور على أنه ينطوي على منح حقوق الخصوصية. ولدى العديد من الدول قوانين واسعة للخصوصية خارج الدستور، بما في ذلك قانون الخصوصية الأسترالي 1988، قانون الأرجنتين لحماية البيانات الشخصية 2000، قانون حماية المعلومات الشخصية والوثائق الإلكترونية في كندا 2000، وقانون حماية المعلومات الشخصية في اليابان 2003. 

ويوجد وراء قوانين الخصوصية الوطنية إتفاقيات دولية،  ينص إعلان الأمم المتحدة لحقوق الإنسان على أنه «لا يجوز لأحد أن يتعرض لتدخل تعسفي في خصوصيته، عائلته، منزله أو مراسلاته ولا لهجمات تطال شرفه وسمعته». ونشرت منظمة التعاون الاقتصادي والتنمية عام 1980 إرشادات متعلقة بالخصوصية، وتوجه «توجيهات الاتحاد الأوروبي لحماية البيانات 1995» لحماية الخصوصية في أوروبا، ويعد «نظام الخصوصية 2004» الموضوع من قبل منظمة التعاون الاقتصادي لدول آسيا والمحيط الهادئ اتفاقا لحماية الخصوصية لأعضاء تلك المنظمة. 

وفي عام 1960 بدأ الناس في التفكير حول كيف أن التغيرات في التكنولوجيا قد خلقت تغيرات في مفهوم الخصوصية، وكان يعد كتاب «المجتمع المكشوف» لمؤلفه فانس باكارد كتابا منتشرا في تلك الفترة والذي أدى إلى الحديث عن الخصوصية في ذلك الوقت. 

### نهج السوق الحر مقابل نهج حماية المستهلك
يمكن أن تنقسم أساليب التعامل مع الخصوصية إلى تصنيفين: نهج السوق الحر ونهج حماية المستهلك. ويُسمح إلى حد كبير للجهات التجارية في نهج السوق الحر أن تقوم بما تريد فعله، مع التوقع بأن المستهلكين سوف يختارون التعامل التجاري مع شركات تحترم خصوصيتهم بالدرجة المطلوبة، وإذا كانت بعض الشركات لا تحترم الخصوصية بما فيه الكفاية فإنها سوف تخسر حصتها في السوق، ونهج كهذا قد يكون محدودا بسبب عدم وجود منافسة في السوق عن طريق وجود شركات لا تقدم خيارات خصوصية ملائمة للمستخدم أو عن طريق نقص المعلومات حول ممارسات الخصوصية الفعلية، كما أنه يصعب على المستهلكين التحقق من إدعاءات الشركات بحماية الخصوصية إلا عندما يحصل انتهاك للخصوصية. 

وفي المقابل فإن نهج حماية المستهلك يقول بأن الأفراد قد لا يوجد لديهم الوقت أو المعرفة لاتخاذ قرارات مدروسة أو قد لا توجد لديهم بدائل معقولة متاحة. ودعما لهذا الرأي بيّن جنسن وبوتس أن معظم سياسيات الخصوصية تفوق مستوى القراءة لدى الشخص العادي،  لذا فإن هذا النهج يدعو الحكومة إلى تحديد أفضل للخصوصية وتنفيذ معايير الخصوصية. 

## قانون الخصوصية
قانون الخصوصية هو مجال قانوني يهتم بحماية والحفاظ على حقوق الخصوصية للأفراد، بالرغم من أنه لا يوجد قانون مقبول عالميا للخصوصية، إلا أن بعض المنظمات تشجع على فرض مفاهيم معينة من قبل بلدان معينة، على سبيل المثال: تنص المادة 12 من الإعلان العالمي لحقوق الإنسان على أنه: 

«لا يجوز تعريض أحد للتدخل التعسفي في خصوصياته، شؤونه العائلية، المنزلية أو مراسلاته ولا المساس بشرفه وسمعته، كل الأشخاص لديهم حق حماية القانون لهم ضد تدخلات أو انتهاكات كهذه». 

### أستراليا
المقالة الرئيسية: الخصوصية في القانون الأسترالي. 

إن قانون الخصوصية 1988 هو من مسؤوليات مكتب مفوض المعلومات الأسترالي، وقد تطور قانون الخصوصية في أستراليا خلال عدة سنوات، وتوسع الإدخال الأولي لقانون الخصوصية في عام 1998 ليشمل القطاع العام خاصة الدوائر الحكومية الفيدرالية في إطار مبادئ خصوصية المعلومات، ويمكن أن تخضع الجهات الحكومية للولايات للدولة بناء على تشريعات الخصوصية، وهذا مبني على متطلبات الخصوصية والتي تنطبق على مزودي الاتصالات السلكية واللاسلكية (تحت الجزء 13 من قانون الاتصالات السلكية واللاسلكية 1997) ومتطلبات السرية المطبقة على التعاملات المصرفية والقانونية وبين العلاقة المريض والطبيب. 

وتم توسيع قانون الخصوصية 1988 ليشمل في عام 2000 القطاع الخاص مع وضع مبادئ الخصوصية الوطنية، والتي دخلت حيز التنفيذ في 2001، وأستثنيت الشركات الصغيرة التي تبلغ مبيعاتها السنوية 3 ملايين دولار من الالتزامات المنصوصة في مبادئ الخصوصية الوطنية لكن مع بعض الاستثناءات مثل الشركات التي تتعامل مع المعلومات الشخصية بشكل رئيسي. 

وفي عام 2008 أجرت لجنة إصلاح القانون الأسترالي (ايه ال ار سي) مراجعة لقانون الخصوصية الأسترالي، وكان تقرير «لمعلوماتك» واحدا من أكبر التقارير التي نشرتها على الإطلاق لجنة إصلاح القانون الأسترالي، وكان من بين التوصيات توحيد كل من مبادئ خصوصية المعلومات ومبادئ الخصوصية الوطنية وتشكيل ما يعرف الآن بمبادئ الخصوصية الأسترالية. 

وقد نُفذت هذه التوصية وغيرها من التوصيات من قبل الحكومة الأسترالية عن طريق قانون تعديل الخصوصية 2012 (تعزيز حماية الخصوصية).

```
ودخلت «مبادئ الخصوصية الأسترالية» حيز التنفيذ إلى جانب تغيرات رئيسية للقانون في 12 مارس 2014، واتبع الهيكل الجديد لمبادئ الخصوصية دورة المعلومات ودمج مفاهيم رئيسية ناشئة للخصوصية، ويشمل ذلك مفهوم الخصوصية عن طريق التصميم الذي يأخذ في الاعتبار الخصوصية في جميع المراحل الهندسية. 
```

وحاليا يوجد 14 مبدأ للخصوصية الأسترالية:
1. إدارة المعلومات الشخصية بشكل منفتح ويتسم بالشفافية.
2. إخفاء الهوية والاسم المستعار.
3. جمع المعلومات الشخصية التي طُلبت.
4. التعامل مع معلومات شخصية لم تعطَ بشكل طوعي.
5. الإخطار بجمع معلومات شخصية.
6. استخدام أو كشف معلومات شخصية.
7. التسويق المباشر.
8. الإفصاح العابر للحدود عن المعلومات الشخصية.
9. اعتماد واستخدام أوالكشف عن أمور مميزة مرتبطة بالحكومة.
10. نوعية المعلومات الشخصية.
11. أمن المعلومات الشخصية.
12. الوصول إلى معلومات شخصية.
13. تصحيح المعلومات الشخصية.

### قوانين الخصوصية الأسترالية الأخرى
توجد مجموعة من القوانين التي تمنح الحماية للخصوصية في أستراليا، وتشمل –لكنها غير محصورة بها: قانون الاتصالات 1997، قانون الرسائل الغير مرغوب فيها 2006، قانون لا تتصل بالسجل 2009، الالتزامات السرية العامة الناشئة عن بعض العلاقات المهنية بما في ذلك المحامين والأطباء وغيرهم من مقدمي الخدمات الصحية، تشريعات الولايات بما في ذلك ولاية جنوب ويلز الجديدة في قوانين مراقبة أماكن العمل، القوانين السارية في ولاية جنوب ويلز الجديدة، معالجة المعلومات الصحية ومعالجة المعلومات من قبل الجهات الحكومية في ولاية كوينزلاند والولايات الأخرى. 

### البرازيل
يقر الدستور البرازيلي بأن الخصوصية حق أساسي من حقوق الإنسان الأساسية، حتى أن الدولة لا يسمح لها بانتهاك البيانات الشخصية، العلاقات الحميمية، الحياة الخاصة، الشرف والسمعة (المادة 5، البند اكس). وفي الحالات القصوى يمكن لأمر قضائي إجازة بعض الكشف، ولكن حتى بعض المعلومات مثل المراسلات تبقى ذات حرمة مطلقة ولا يمكن حتى لأمر قضائي بالسماح للكشف عنها. 

### كندا
يخضع قانون الخصوصية الكندي فيدراليا لقوانين متعددة بما في ذلك الميثاق الكندي للحقوق والحريات وقانون الخصوصية (كندا)، معظم هذه التشريعات تتعلق بتعدي المؤسسات الحكومية على الخصوصية. وأول تناول لخصوصية البيانات كان في قانون حماية المعلومات الشخصية والوثائق الإلكترونية، وتوجد تشريعات على مستوى المقاطعات للتعامل مع قضايا خاصة بحماية الخصوصية ضد المنظمات التجارية. 

### الاتحاد الأوروبي
بالنسبة لأوروبا فإن المادة 8 من الاتفاقية الأوروبية لحقوق الإنسان تضمن الحق في احترام الحياة الخاصة والحياة العائلية ومنزل الفرد ومراسلاته. وطورت المحكمة الأوروبية لحقوق الإنسان في ستراسبورغ مجموعة كبيرة من نظم تشريعية لتعريف الحق في الخصوصية، ويتطلب الاتحاد الأوروبي من جميع دول الأعضاء إصدار تشريعات لضمان حقوق المواطنين في الخصوصية من خلال توجيهات مثل: الموجه 95\46 أي سي 1995 حول حماية البيانات الشخصية، والذي ينظمه في المملكة المتحدة قانون حماية البيانات 1988، وفي فرنسا تقوم اللجنة الوطنية للمعلوماتية والحريات بمراقبة حماية البيانات، واللجنة الوطنية للمعلوماتية والحريات هي هيئة حكومية والتي يجب أن توافق على التشريعات المتعلقة بالخصوصية قبل دخولها حيز التنفيذ. وفي نظم القانون المدني يندرج قانون الحق في الخصوصية ضمن نطاق الحق في حياة خاصة (الحق في الخصوصية) والذي من خلاله يمكن استدعاء من ينتهك الخصوصية، ويتوقف تفسير الحقوق الشخصية والأضرار الكبيرة على الحق في الخصوصية لحماية المراسلات، المعلومات الشخصية والكرامة. وأدت هذه الحقوق إلى زيادة أسباب الضرر في معظم الهيئات المختصة بالقانون المدني والهيئات المختصة بالقانون العام قبل التطور الفريد لحماية البيانات. 

بالرغم من وجود تشريعات شاملة لحماية الخصوصية، فقد أشارت بعض الدراسات إلى أنه على الرغم من وجود القوانين إلا أنه يوجد ضعف في التطبيق، حيث أنه لا تشعر أي مؤسسة بالمسؤولية للتحكم في الجهات المعنية وفرض قوانينها. 

وينادي الاتحاد الأوروبي إلى اعتماد مفهوم «الحق في أن تُنسى» في الدول الأخرى (هذا القانون يسمح للأفراد بإزالة الروابط التي تؤدي إلى معلومات عنهم من الإنترنت ومن محركات البحث). 

### إيطاليا
وفي إيطاليا يوجد الحق في الخصوصية في المادة 15 في الدستور والذي ينص على أن: 

«إن الحرية وسرية المراسلات وكل شكل من أشكال الاتصال تعد حرمة، وقد تفرض قيود فقط بموجب قرار قضائي ينص على الأسباب ووفقا للضمانات المنصوصة في القانون».

### المملكة المتحدة
المقالة الرئيسية: الخصوصية في القانون الإنجليزي.

في المملكة المتحدة لا يمكن رفع دعوى لانتهاك الخصوصية، ويمكن أن ترفع دعوى تحت إحداث ضرر آخر (عادة خيانة الأمانة) ويجب أن تعد الخصوصية ضمن قانون قانون المجلس الأوروبي. وفي المملكة المتحدة أحيانا يمكن الدفاع عن كشف معلومات خاصة من أجل تحقيق المصلحة العامة. ويوجد مكتب مفوض المعلومات (آي سي أو) وهي هيئة عامة مستقلة أُنشأت لتعزيز الوصول إلى المعلومات الرسمية ولحماية المعلومات الشخصية، ويقومون بذلك من خلال تشجيع الممارسات الجيدة، الحكم في الشكاوى الجديرة، تزويد الأفراد والمؤسسات بالمعلومات، واتخاذ الإجراءات عند خرق القانون. وتشمل القوانين ذات الصلة بالخصوصية في المملكة المتحدة: قانون حماية البيانات 1998، قانون حرية المعلومات 2000، تشريعات المعلومات البيئية 2004، تشريعات الخصوصية والاتصالات الإلكترونية 2003. ويتيح مكتب مفوض المعلومات في الإنترنت «أدوات المعلومات الشخصية» والتي تشرح مفصلا الطرق المختلفة لحماية الخصوصية في الإنترنت. 

### الولايات المتحدة
بالرغم من أن الدستور لا يتضمن صراحة الحق في الخصوصية، لكن الخصوصية الفردية والمكانية محفوظتين ضمنيا في الدستور تحت التعديل الرابع، ووجدت المحكمة العليا في الولايات المتحدة أن الضمانات الأخرى فيها «غبش» والتي تمنح ضمنيا حق الخصوصية ضد تدخل الحكومة، ولقد كان الحق في الخصوصية هو المبرر للقرارات التي تشتمل على مجموعة كبيرة من قضايا الحريات المدنية، بما في ذلك قضية بيرس ضد جمعية الأخوات، والتي أبطلت مبادرة ناجحة من ولاية أوريغون تتطلب فرض التعليم العام الإجباري، وقضية جريسولد ضد كونيكتيكت، والتي كما في حالة جريسولد ضد كونيكتكت (1965)  والتي تم من خلالها التعبير عن الحق في الخصوصية للمرة الأولى بشكل صريح، وقضية رو ضد واد والتي ضربت بعرض الحائط قانون الإجهاض في تكساس، وبالتالي قيدت من سلطات الولاية في فرض القوانين ضد الإجهاض، وقضية لورانس ضد تكساس، والتي ضربت بعرض الحائط قانون اللواط، وبالتالي قللت من سلطات الولاية في فرض القوانين التي تتعلق باللواط. وفي الولايات المتحدة إن حق حرية التعبير الممنوح في التعديل الأول حد من تأثير دعاوى قضائية لانتهاك الخصوصية. وتُنظم الخصوصية في الولايات المتحدة عن طريق قانون الخصوصية 1974 وقوانين مختلفة في الولايات.وينطبق قانون الخصوصية 1974 فقط على الوكالات الفيدرالية في الفرع التنفيذي للحكومة الفدرالية. ولقد تأسست حقوق معينة للخصوصية في الولايات المتحدة من خلال تشريعات مثل: قانون حماية خصوصية الأطفال على الإنترنت،  قانون جرام ليتش بليلي، قانون إخضاع التأمين الصحي لقابلية النقل والمحاسـبة. 

وغالبًا تتم الإشارة إلى مقال صدر في الإصدار الخامس عشر من ديسمبر 1890 من هارفارد لو ريفيو، كتبه المحامي صامويل وارين والقاضي الذي شغل منصبًا بعد ذلك في المحكمة العليا لويس برانديس وكان عنوانه «الحق في الخصوصية» (The Right To Privacy)، على أنه أول إعلان صريح في حق الأمريكيين في الخصوصية  ويخضع هذا الحق للكثير من الجدل. ويقول البنائيون الصارمون أن هذا الحق غير موجود (أو على الأقل أن المحكمة العليا لا تمتلك الاختصاص لحماية مثل هذا الحق)، في حين أن بعض التحرريين يقولون إن هذا الحق يبطل العديد من أنواع المراقبة المدنية المسموح بها حاليًا (التنصت على المكالمات الهاتفية والكاميرات العامة وما إلى ذلك). 

كما تمنح أغلب الولايات كذلك الحق في الخصوصية وتشير إلى أربعة أضرار اعتمادًا على هذا الحق:
- التطفل على العزلة أو الوحدة، أو في الشئون الخاصة.
- الكشف العام للحقائق الخاصة المحرجة.
- الدعاية التي تضع الشخص في موضع خاطئ أمام العامة.
- حق الشخصية في الحصول على الاسم أو ما شابه ذلك.

### مؤشر الخصوصية
```
وقام مركز معلومات الخصوصية الإلكترونية بوضع كلا من البرازيل، أستراليا، اليابان وجنوب أفريقيا في مستوى أعلى للخصوصية في مؤشر الخصوصية (حوالي 2.2)، ووضع في الجزء السفلي من القائمة الولايات المتحدة والمملكة المتحدة (حوالي 1.4).
[
67
]
```

## الخصوصية في الإنترنت
هناك العديد من الطرق لحماية خصوصية الفرد في الإنترنت، مثلا: يمكن للبريد الإلكتروني أن يُشفر (عبر اس\ام ام أي أي أو بي جي بي) أو جعل البروكسي مجهولا أو جعل الشبكات مجهولة مثل آي 2 بي وتور اللذين بالإمكان استخدامهما لمنع مزودي الخدمة من معرفة المواقع التي يزورها المستخدم ومع من يتواصل. ويعتبر الجمع السري للمعلومات الشخصية الشاغل الرئيسي للجنة التجارة الفيدرالية الأمريكية. بالرغم من من أن بعض المدافعين عن الخصوصية ينصحون بحذف ملف الارتباط الأصلية وملف الارتباط الطرف الثالث اتش تي تي بي، إلا أن أنتوني ميازاكي أستاذ التسويق في جامعة فلوريدا الدولية والباحث في الخصوصية يحذر من «قيام مواقع الويب بالتخلص من استخدام ملف الارتباط الطرف الثالث الذي يمكن أن تتحايل عليه استراتيجيات الشركات مع الطرف الثالث حيث تُنقل المعلومات بعد استخدام موقع الويب لنطاق ملفات الارتباطات الأصلية». واعتبارا من ديسمبر 2010 فإن لجنة التجارة الفيدرالية سوف تراجع السياسيات المتعلقة بهذه المسألة لأنها ترتبط بالسلوك الدعائي.) وتشكل شبكات مواقع التواصل الاجتماعية جانبا آخر للخصوصية على الإنترنت، وتعتبر عدة مواقع لشبكات التواصل الاجتماعية ضمن أكثر 10 مواقع يزورها المستخدمون على مستوى العالم، وتم مراجعة وتقييم الأعمال الأكاديمية حول الحالة الراهنة لقيمة خصوصية الأفراد في شبكات التواصل الاجتماعية في الإنترنت والتي تظهر النتائج التالية: «أولا: يبدو الراشدون أنهم أكثر قلقا بشأن التهديدات المحتملة للخصوصية أكثر من المستخدمين الأصغر سنا، ثانيا: يجب على صناع السياسات أن يجزعوا لأن جزءا كبيرا من المستخدمين يستخفون بالمخاطر التي تحيط بخصوصية معلوماتهم على مواقع شبكات التواصل الاجتماعية، ثالثا: في حالة استخدام شبكات التواصل الاجتماعية وخدماتها فإن الأساليب التقليدية وذات البعد واحد للخصوصية تعتبر فاشلة»  وتعمق بالموضوع بحث آخر أشار إلى أن الصفات الشخصية مثل: الميول الجنسية، العرق، الديانة، الآراء السياسية، الشخصية أو الذكاء يمكن الاستدلال عليها بناء على مجموعة واسعة من البصمة الرقمية مثل: عينات من النص، سجلات التصفح أو الإعجابات على الفيسبوك. 

### الخصوصية والخدمات التي تعتمد على الموقع
```
كلما ازدادت قدرات الأجهزة النقالة على تتبع الموقع ازدادت المشاكل المتعلقة بخصوصية المستخدم لأن موقع وتفضيلات المستخدم يعدان معلومات شخصية، والاستخدام الغير مناسب لها يعد انتهاكا لخصوصية المستخدم. وفي دراسة حديثة في معهد ماساتشوستس للتكنولوجيا
[
73
]
[
74
]
 قام بها دي مونتجوي وآخرون أظهرت أن أربع نقاط زمانية مكانية، الأماكن التقريبية والأوقات كافية لتمييز ومعرفة 95% من 1.5 مليون شخص في قاعدة بيانات التنقل، وأظهرت الدراسة أيضا أن هذا الحد يُحفظ حتى عندما تكون جودة مجموعة البينات منخفضة، ولهذا فإنه حتى إن كانت قواعد البيانات رديئة أو غير واضحة فإنها تغطي الهوية قليلا.

تم اقتراح عدة طرق لحماية خصوصية المستخدم عند استخدام الخدمات التي تعتمد على الموقع ويشمل ذلك استخدام خوادم إخفاء الهوية، تشويش معلومات (أي ايه). وتم اقتراح أساليب لقياس الخصوصية، لتكون قادرا على الموازنة بين الفائدة من إعطاء معلومات دقيقة عن الموقع وبين سلبيات المخاطرة بالخصوصية الشخصية، 
[
75
]
 ويمكن لمستخدمي خدمات كهذه اختيار إظهار معلومات موقع عامة (مثل: «في المدينة» أو «فيلاديلفيا» أو «العمل») لمعارفهم، بينما يقومون بإظهار معلومات الموقع المحددة مثل عنوانهم بالتحديد إلى جهات أقرب مثل الزوج والأقارب والأصدقاء المقربين.
[
25
]
 
```

وشهدت السنوات الأخيرة تزايدا في أهمية الأجهزة النقالة، وانفخاضا في «لا تتصل بالسجل الوطنية» وغير بائعو أجهزة الاتصالات الهاتفية توجههم إلى الهواتف النقالة. ودعمت كلا من لجنة التجارة الفيدرالية وشركات مثل برايفاسي ستار جهود بائعي أجهزة الاتصالات الهاتفية لاستخدام الأجهزة النقالة ، وتُقدم آلالاف الشكاوي كل عام إلى قاعدة بيانات لجنة التجارة الفيدرالية بمساعدة الشركات والمستهلكين. 

الخصوصية عن طريق التصميم  

ينص مبدأ الخصوصية عن طريق التصميم على أن الخصوصية وحماية البيانات أمر جوهري خلال دورة حياة التكنولوجيا بدءا من مرحلة التصميم الأولية وحتى انتشارها واستخدامها والتخلص منها. 

### هندسة الخصوصية
هي ممارسة تشييد ظاهري لبرامج أو نظم المعلومات التي تلتزم بسياسات الخصوصية والالتزامات ذات الصلة، وهو مجال آخذ بالتطور ويعرف بهندسة الخصوصية. 

### المزامنة الذاتية للخصوصية
يقصد بالمزامنة الذاتية للخصوصية الوضع الذي يكون فيه أصحاب العلاقة المعنيون في الشركة بالمساهمة بشكل عفوي في التعاون لتحقيق النجاح الأقصى لبرنامج الخصوصية في الشركة، وقد يكونوا عملاء، موظفين، مدراء، مدراء تنفيذيين، موردين، شركاء أو مستثمرين، وعندما يتم الوصول إلى المزامنة الذاتية للخصوصية فإن النموذج ينص على أن المصالح الشخصية للأفراد تجاه خصوصيتهم متوازنة مع المصالح التجارية للشركة التي تجمع وتستخدم المعلومات الشخصية لهؤلاء الأفراد. 

### تناقض الخصوصية
تناقض الخصوصية هي ظاهرة يقوم فيها مستخدمو الإنترنت بالتصريح باهتمامهم بالخصوصية لكن سلوكياتهم لا تتسق مع اهتمامهم. وتستخدم سوزان ب. بارنز مصطلح «تناقض الخصوصية» للإشارة إلى الحدود المبهمة بين المساحة العامة والخاصة في وسائل الإعلام الاجتماعية، وعند المقارنة بين الشباب والراشدين فإن الشباب يميلون إلى معرفة معلومات أكثر عن وسائل الإعلام الاجتماعية لكن ذلك لا يعني أنهم لا يهتمون بخصوصيتهم، وذكرت سوزان ب. بارنز حالة في مقالها: أبدت طالبة في مقابلة تلفزيونية عن الفسيبوك قلقها إزاء الكشف عن معلومات شخصية في الإنترنت، لكنها كانت تضع عنوان منزلها، رقم هاتفها، وصورة لابنها الصغير على صفحتها (تبين هذا عندما طلب الصحفي رؤية صفحتها على الفيسبوك)، ووصفت هذه الظاهرة ب«تناقض الخصوصية». 

وبعد ذلك تم دراسة واعتماد تناقض الخصوصية في ظروف بحثية مختلفة، بالرغم أن دراسات عديدة أظهرت تضاربا بين المواقف من الخصوصية وسلوك مستخدمي الإنترنت إلا أن سبب التضارب مايزال غير واضحا،  يوجد تفسير أساسي لتناقض الخصوصية وهو قلة الوعي لدى المستخدمي بالمخاطر وبطرق حماية الخصوصية،  قد يستخف المستخدمون بالضرر الناتج عن وضع المعلومات على الإنترنت. ومن ناحية أخرى فإن بعض الباحثين يرون أن تناقض الخصوصية يحصل نتيجة الجهل أو قلة المعرفة بالتكنولوجيا وبتصميم المواقع،  مثلا قد لا يعرف المستخدمون كيفية تغيير الإعدادات الافتراضية على الرغم من حرصهم على خصوصيتهم، وأشار علماء النفس إلى أن تناقض الخصوصية يحدث لأن المستخدمين يجب عليهم أن يوازنوا بين اهتمامهم بالخصوصية وإدارة الانطباع. وهناك عوامل فردية أخرى مثل الجنس، العمر، الثقة والشخصية التي قد تكون مسؤولة عن التناقض. 

### الحق في الخصوصية في الإعلام
في المسلسل التلفزيوني «ويست وينج» في موسم عام 1999 في حلقة «قائمة قصيرة» تناولت الحلقة قضية الحق في الخصوصية والتي تفاقمت عندما عينت المحكمة العليا قاضيا، وترى الشخصية سام سيبورن أن الخصوصية في الإنترنت ستكون مشكلة اجتماعية كبيرة في العقدين المقبلين.